# Prąd Północnoatlantycki

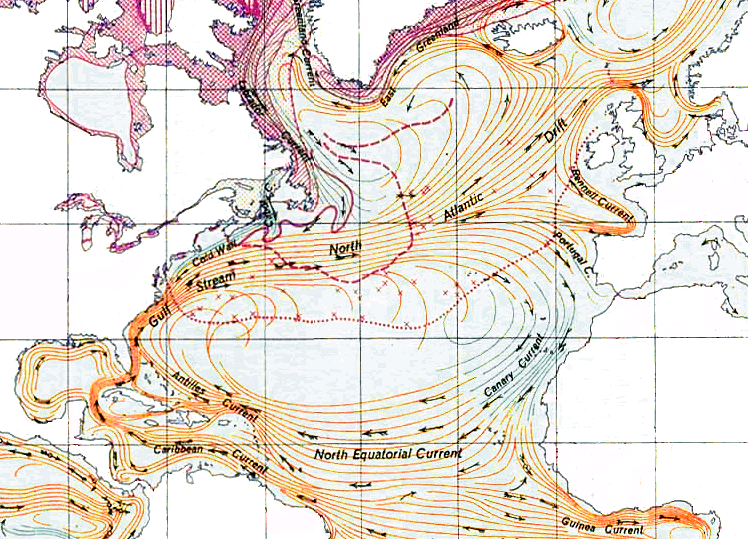
Schemat prądów na północnym Atlantyku

Prąd Północnoatlantycki – ciepły prąd morski. Powstaje jako przedłużenie Golfsztromu i Prądu Antylskiego, i wpływa na relatywnie (w stosunku do szerokości geograficznej) wyższe średnie temperatury Europy.
Po przecięciu Oceanu Atlantyckiego, w ogólnym kierunku północno-wschodnim, dociera do Wysp Brytyjskich wpływając na ich klimat, aż wreszcie ociepla Skandynawię, gdzie jego wody oddają ostatecznie ciepło do atmosfery.
Wpływ Prądu Północnoatlantyckiego powoduje, że Murmańsk, mimo swego położenia za kręgiem polarnym (68°58'N), jest portem, także w zimie, niezamarzającym.